# 道拉
道拉是西撒哈拉的一个镇，属摩洛哥阿尤恩-萨基亚-阿姆拉大区塔尔法亚省管辖。根据2014年摩洛哥的统计数据，道拉共有居民1108人。